# 红玉蜂鸟
红玉蜂鸟（学名：Clytolaema rubricauda），是雨燕目蜂鸟科的一种鸟类，是红玉蜂鸟属（学名：Clytolaema）的唯一一种，也有分类系统将其归入辉蜂鸟属，学名也相应改为Heliodoxa rubricauda。
红玉蜂鸟体重约7.9克，翼长约69.2毫米，嘴峰长约25毫米，喙宽度约2.5毫米，喙厚度约2.3毫米，跗蹠长约6.3毫米，尾长约41.2毫米。红玉蜂鸟在其分布区内为留鸟，其栖息在密集的高大树木组成的森林中，食性为草食性，主要食物来源是植物的花蜜。
红玉蜂鸟分布于巴西东南部戈亚斯州和米纳斯吉拉斯州至南里奥格兰德州。该物种是单型物种，没有亚种分化。